# Udvar
Udvar es un pueblo ubicado en el distrito de Mohács, en el condado de Baranya, Hungría.

## Superficie
Posee una superficie de 4,40 kilómetros cuadrados.

## Demografía
Hasta 2019 la población era de 103 habitantes, con una densidad de población de 23,41 habitantes por kilómetro cuadrado.